# 科利奇諾
48°28′30″N 22°45′9″E / 48.47500°N 22.75250°E

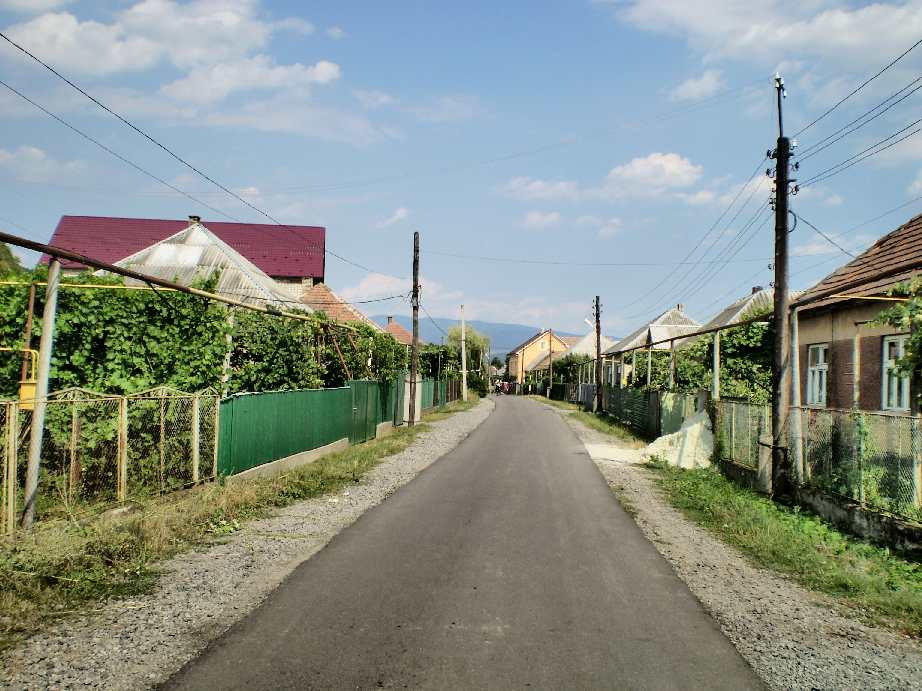

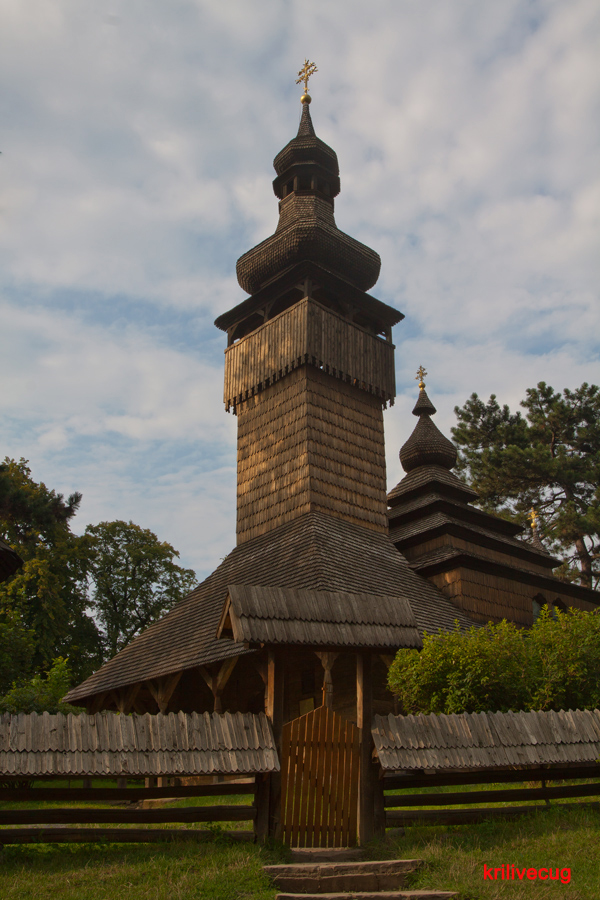

科利奇諾（烏克蘭語：Кольчино），2016年前科利切内，是烏克蘭西部外喀爾巴阡州穆卡切沃區科利奇诺市镇内的市級鎮及其行政中心。處於拉托里察河右岸，距離穆卡切沃6公里，海拔高度132米，2013年該鎮人口4,345。